# أرشيبالد تورنر
أرشيبالد تورنر (بالإنجليزية: Archibald Turner)‏ (1 يناير 1910 في المملكة المتحدة - 1 يناير 1990) هو لاعب كرة قدم بريطاني (وحمل سابقاً جنسية المملكة المتحدة لبريطانيا العظمى وأيرلندا) في مركز الهجوم. لعب مع نادي بارتيك ثيسل ونادي كيلمارنوك ونادي دمبرتون.